# 南岩倉家
南岩倉家（みなみいわくらけ）は、村上源氏岩倉家支流にあたる華族の男爵家。いわゆる「奈良華族」の一家。

## 歴史
贈太政大臣岩倉具視の長男南岩倉具義を家祖とする。具義は幼少で奈良興福寺に入れられ、正知院住職となったが、明治元年に勅命により復飾し、明治2年（1869年）に堂上格を与えられて一家を起こし南岩倉を家号とした。
堀河康隆の三男具威が養子に入り、明治17年（1884年）7月7日の華族令施行で華族が五爵制になると、翌8日に男爵に叙された。具威は内務大臣秘書官や貴族院の男爵議員に当選して務めた。具威の代に南岩倉男爵家の邸宅は東京市麻布区笄町にあった。